# 문경대학교
문경대학교(聞慶大學校, Munkyung College)는 대한민국 경상북도 문경시에 위치한 사립 전문대학이다.

## 연혁
1995년 12월 27일, 학교법인 남북학원에 의하여 문경전문대학이 설립되었다. 이듬해 3월 8일 개교하였다. 1988년 6월 1일, 문경대학으로 교명을 변경하였으며, 2011년 11월 20일 문경대학교로 교명을 변경하여 현재에 이른다.
한편, 2010년 교육과학기술부로부터 학자금대출제한대학으로 선정된 이력이 있다.

## 교육편제
문경대학교는 자체적인 학부 편성 없이 간호학과, 보건의료재활과, 사회복지재활과 등 8개 학과를 편제하고 전문학사 학위 과정을 교수하고 있다.

## 같이 보기
- 대한민국의 교육